# Капустино (Раменский район)
Капу́стино — деревня в Раменском муниципальном районе Московской области. Входит в состав сельское поселение Вялковское. Население — 201 чел. (2010).

## Название
Название связано с некалендарным личным именем Капуста.

## География
Деревня Капустино расположена в северной части Раменского района, примерно в 10 км к северо-западу от города Раменское. Высота над уровнем моря 135 м. В 1,5 км к западу от деревни протекает река Македонка. В деревне 8 улиц и 2 тупика. Ближайший населённый пункт — деревня Осеченки.

## История
В 1926 году деревня входила в Вялковский сельсовет Быковской волости Бронницкого уезда Московской губернии.
С 1929 года — населённый пункт в составе Раменского района Московского округа Московской области.
До муниципальной реформы 2006 года Капустино входило в состав Вялковского сельского округа Раменского района.

## Население
| 1926 | 2002 | 2010 |
| ---- | ---- | ---- |
| 70   | ↘67  | ↗201 |

В 1926 году в деревне проживало 70 человек (33 мужчины, 37 женщин), насчитывалось 15 крестьянских хозяйств. По переписи 2002 года — 67 человек (30 мужчин, 37 женщин).